# Bilme

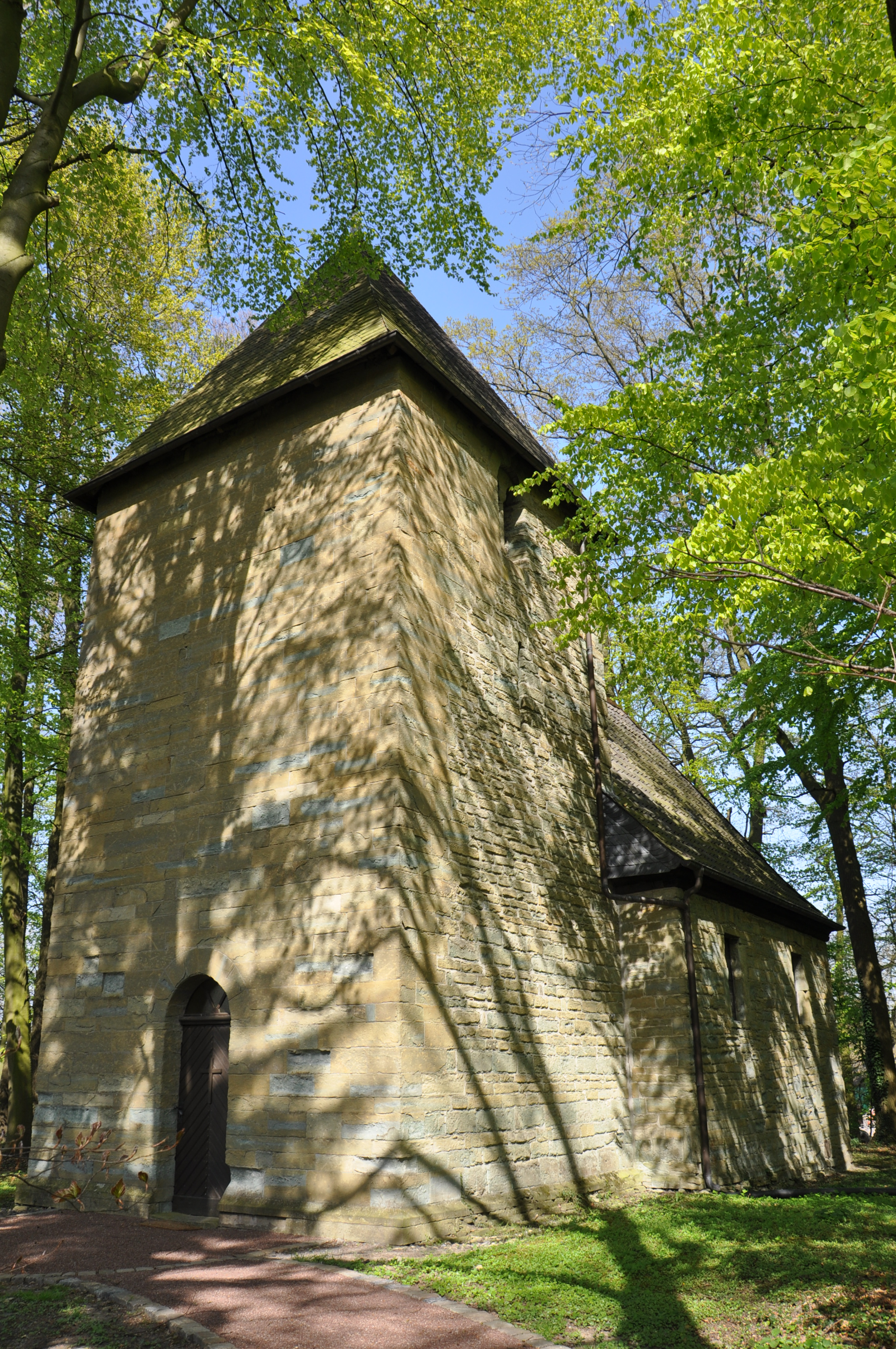
Ense-Bilme, St. Urbanus

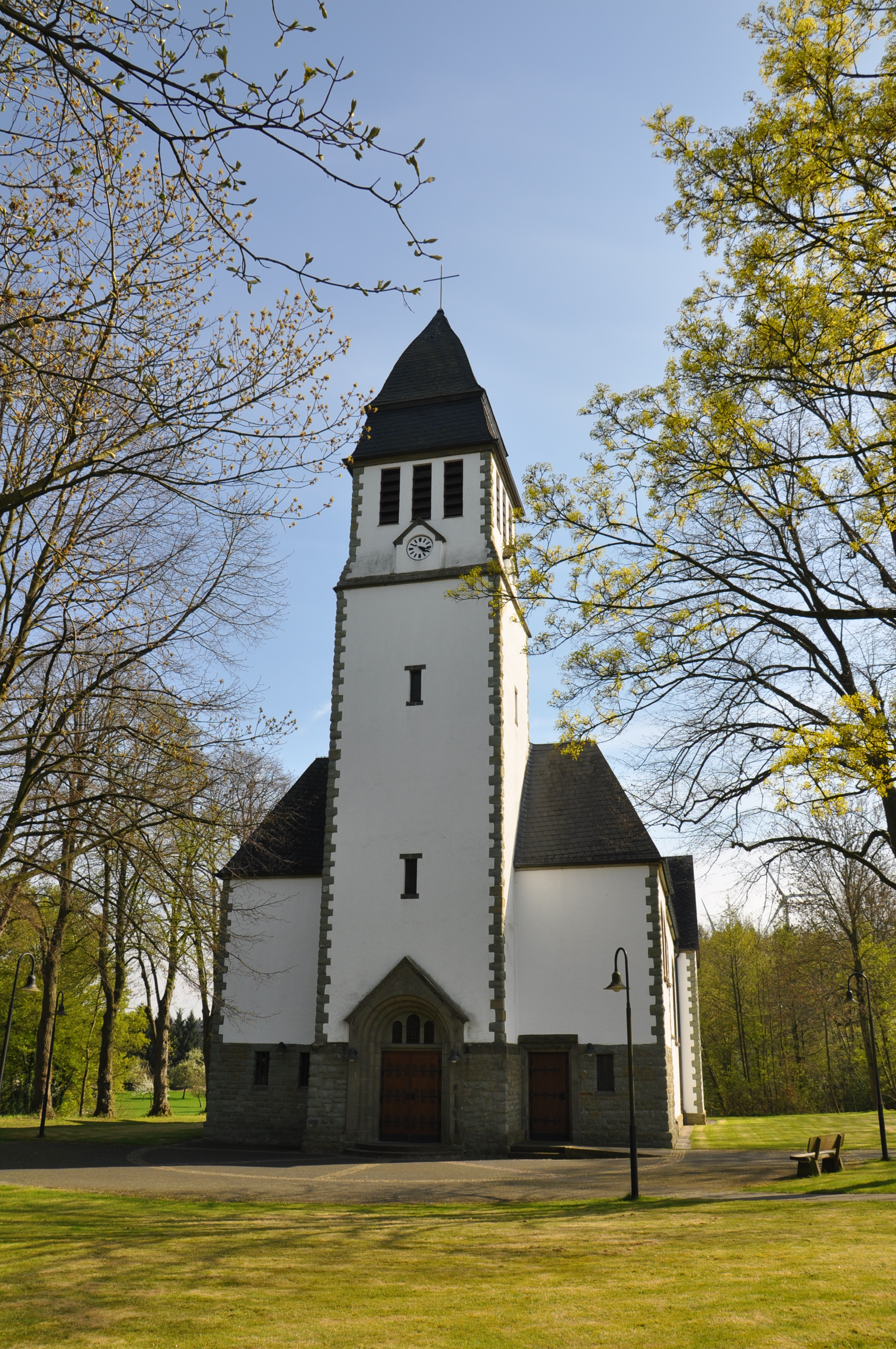
Ense-Bilme, Heilig Geist

Bilme ist ein Ortsteil der Gemeinde Ense im Kreis Soest, Regierungsbezirk Arnsberg, Nordrhein-Westfalen. Der Ort liegt am nördlichen Rand des Haarstranges; Soest ist etwa acht km und Werl etwa neun km entfernt. Bis zum Naherholungsgebiet Möhnesee sind es etwa fünf km.
Der Ort ist der einwohnerschwächste Ortsteil von Ense und hat 32 Einwohner. Das Ortsbild wird von bewirtschafteten landwirtschaftlichen Betrieben und Einfamilienhäusern sowie Feldern und Weiden geprägt. Eine nennenswerte Infrastruktur ist nicht gegeben. Sehenswert ist die denkmalgeschützte St. Urbanus-Kapelle. Neben der 2006 renovierten Hl. Geist-Kirche ist ein eingruppiger Kindergarten eingerichtet.
Bilme wurde im Zuge der kommunalen Neugliederung am 1. Juli 1969 mit 13 anderen selbständigen Orten durch das Soest/Beckum-Gesetz zur neuen Gemeinde Ense zusammengefasst.